# Malo Vukovje
Malo Vukovje – wieś w Chorwacji, w żupanii bielowarsko-bilogorskiej, w mieście Garešnica. W 2011 roku liczyła 122 mieszkańców.